# 焦易堂
焦 易堂（しょう いどう）は、中華民国の政治家。中国同盟会以来の古参の革命派の人物で、中国国民党では西山会議派に属するなど、右派と目されている。名は希孟だが、字の易堂で知られる。

## 事跡

### 民国初期の活動
清末には、自治研究所を卒業し、武功県勧学総董兼教育会自治会長となる。このときに中国同盟会に加入した。1911年（宣統3年）に辛亥革命に呼応した蜂起が陝西省でも起きると、焦易堂もこれに参加し、都督府参謀に任ぜられている。
1912年（民国元年）、焦易堂は陝西省議会議員に選出され、同年11月には参議院議員となった。翌年に国会が袁世凱により解散されると、私立中国公学に入学し、1916年（民国5年）に卒業している。同年、国会の復活と共に参議院議員に返り咲いた。
翌1917年（民国6年）、孫文が護法運動を開始すると、焦易堂は広州に赴き、大元帥府参事・護法国会議員となった。1918年（民国7年）、陝西労軍使に任ぜられ、陝西護国軍へ派遣されている。1921年（民国10年）12月、大本営参議に任ぜられ、1923年（民国12年）には華北軍事特派員として曹錕賄選反対の宣伝を行っている。翌1924年（民国13年）10月には大元帥府軍事委員に就任した。

### 国民政府での活動
孫文死後の1926年（民国15年）、焦易堂は蔣介石の北伐に随従し、宣慰使に任ぜられた。各地で国民革命軍への呼応を促す政治工作を行っている。同年4月、国民党右派の西山会議派が上海で独自に中国国民党第2回全国代表大会を開催すると、焦もこれに参加し、中央執行委員に選出された。
1928年（民国17年）11月、焦易堂は国民政府立法院立法委員兼法政委員会委員長に任ぜられる。この頃、王用賓らと協力して、首都女子法政講習所を南京に創設した。翌年3月、国民党第3期中央執行委員候補に選出されている（第4期も同様）。1931年（民国20年）、中央政治会議委員となり、国医館館長も兼ねた。これらのほか、考選委員会委員、禁煙委員会委員なども歴任している。
1935年（民国24年）7月、居正の後任として最高法院院長に任命され、1940年（民国29年）9月まで務めた。なお1935年11月には、党第5期中央執行委員に選出されている（第6期でも同様）。1947年（民国36年）、行憲国民大会代表に選出された。国共内戦末期に海口経由で台湾に逃れ、総統府国策顧問に任ぜられている。
1950年（民国39年）10月28日、台北にて病没。享年71（満70歳）。